# التدوين في إيران
بعد تدهور في الإعلام الإيراني في عام 2000م اتجه العديد من الإيرانيين إلى التدوين لبث والبحث عن الاخبار السياسية. أول مدونة إيرانية انشائها حسين ديركشان، (في كندا), عام 2001. ارفق ديركشان مرفق بتعليمات بسيطة حول كيفية إنشاء مدونة باللغة الفارسية. في عام 2004, عدد من المدونات حول العالم التابعة للمؤسسة الوطنية للتقنية والتعليم المتطور وجدت 64,000 مدونة باللغة الفارسية. في تلك السنة قامت الحكومة الاسلامية بأعتقال وتوجية التهم للمدونين كأجراء سياسي وفي حلول عام 2005 تم احتجاز عدد من المدونيين.[بحاجة لمصدر]

## التاريخ
في عام 2001 كانت بداية ظهور التدوين الثقافي، والذي تطور بسرعة تحت مراقبة الحكومة الإيرانية، والتي تعرف بأنها مسيطرة بشدة على الاعلام المطبوع والتي أيضا اقفلت حوالي 100 صحيفة مطبوعة. صنفت إيران كواحدة من أدنى الدول في انتهاك لحرية الصحافة والصحفيين خارج الحدود. اعطى الإنترنت مفاهيم جديدة للقراء حول العالم والتي كانت، حتى عام 2004، غير منظمة كليا، كما أن الإنترنت يعد منصة للشباب للتنفيس عن انفسهم بحرية. في عام 2009، كنتيجة لطبيعة الانتخابات الرئاسية، وظهور حركة الحزب الأخضر، أصبحت الحملة على الإنترنت أكثر شدة.
على الرغم من ذلك، في عام 2009، بناء على وكالة المخابرات المركزية وكتاب الحقائق، فإن 8.214 مليون مستخدم إيراني للإنترنت، وصنفت بالمرتبة 35 في العالم. تكون تحديثات المدونات في نطاق الفن ونقد الأفلام، لتتبع الظلم للسجناء السياسيين. شتات المدونات الإيرانية والمدونين أصبحت أيضا مسار لكونها جزء من المجتمع الذي هو على شبكة الإنترنت. يمكن استخدام الإنترنت بطرق افتراضية للاحتجاج الاجتماعي دون التجمع، على سبيل المثال عندما قام الألف من المدونيين بتسمية مدوناتهم أكبر قانجي لمدة أسبوع في 2005، كدعم للمعتقلين الناقدين على الحكم. مثل المدون حسين ديركشان، العراب غير الرسمي للمدونين، المهجر في كندا في سبتمبر 2001. واعتقل مؤخرا. في عام 2011 اعدمت السلطات الإيرانية أكثر من 600 شخص وسجنوا من بينهم صحفيين ومدونين بنسبة أكثر من أي بلد آخر.

## المجال
الاستخدام الفسيح للمدونات الإلكترونية في إيران كان مذهلاً. في عام 2004، كتبت مدونة (المؤسسة الوطنية للتقنية والتعليم المتطور) التي وجدت ان اعداد المدونات الإيرانية قد تجاوزت 64,000. ويؤمن البعض ان تأثير هذه المدونات مبالغ فيه، وكما يروون ذلك في غالب طبقاتهم العليا والمتوسطة. على أي حال، نظام التعليم الإيراني يتيح الوصول للتعليم وبالتالي الوصول للتقنية، ومنها الحواسيب وكذلك الانترنت ووصول التدوين عبر شبكات الإنترنت إلى عدد كبير من الطبقة الدنيا.

## المناشدة
تتيح المدونات غالبا اخفاء هوية المستخدم.

## الاهمية السياسية
أخذ التدوين أهمية سياسية في إيران كما استمر النظام في حملته على الصحفيين. الصحافة الإيرانية تنظم بفعالية، خاصة تحت القانون الصحفي، بناء على وكالة الولايات المتحدة لاجئين، منع نشر الأفكار التي تتعارض مع المبادئ الإسلامية أو المتعارضة مع الحق الخاص. «يتضمن هذا السجن للدعاية،» والذي يضل غير محدد، وايضا الجرائم التي «تهين الدين».لان ما يقارب 100 منشور تم اغلاقها في عام 2000, كما سعى العديد إلى منافذ بديلة لتقديم التقارير وابداء حرية الرأي. وغالبا كان ذلك بعد تعقيب ونقد على النظام، والذي كان غير منظم نسبيا حتى عام 2004 . كما أن الادانه الضمنية والصريحة شائعه تماما.
«11تموز 2003: في المناسبات يحدث شيء في هذه الحياة يجعلك تؤمن بالمعجزات. مثل اليوم! مررت باحدى نسخ كيسلوسكي والتي هي ثلاث الوان ازرق\ابيض\احمر بين اشرطة الفديو في المنزل بدون ان يتذكر احدهم بأني استعرتها من صديق.. كانت هذه واحدة من المعجزات العظيمة التي يمنحها شخص عالي المستوى لاشخاص مميزين مثلي. شكرا لك الهي!»
يمنع مشاهدة الأفلام للذين يتواجدون في المنزل، كما في الأفلام الغربية. وهناك تعبير أكثر وضوحا للمعارضة وهو شائع أيضا: «25 تشرين الثاني 2002 : في كل يوم هناك مكيدة جديدة أو استبداد من قبل حكامنا المعممين القامعين...و كذلك وجود مسلمين حول العالم يزيدوننا الا خزي وعار...اقسم لله...ان لم اكن رجل دين مثل شكارافي والذي كان يقول لنا ان الذي يفعلونه لايمثل الإسلام...لهجرت هذا الايمان مرة واحدة وللأبد».
في عام 2004 بدأت الحكومة باعتقال وتوجية التهم للمدونين كقرار سياسي. كما قامت أيضا بالمطالبة بأغلاق وفحص مزودين خدمة الإنترنت، وتعتبر هذا الاجراء كخطوة كبيرة في التحديد كما أنها كانت نسبيا غير منظمة. في عام 2009 مستخدمين الإنترنت وخصوصا المدونين والصحفيين كانو هدف للعنف والاعتقال وذلك بعد فوز محمد أحمد نجاد في الانتخابات بالتحريض والادعاء. تم اغلاق دور النشر الناقدة كما تم حبس عدد كبير من الصحافيين منذ الثورة عام 1979. عزز قانون الصحافة رسميا بأن جميع الناشرين على شبكة الإنترنت بما فيهم المدونين على أخذ اذن الكتاب. وبناء على ماذكرتة منظمة الإنترنت وبالتزامن مع النظام المتطور لتصفية الإنترنت والذي تم عملة من قبل دولة إيران، تم حجب المدونين والمدونات الفارسية. وفي استجابة حيوية لنطاق التدوين، سعت الحكومة في 2008 على نهج فن التكتيك وإعلان عزمها على إنشاء الآلاف من المدونات الحكومية المتطورة، ومن ضمنها مدونة للرئيس. بالتالي أصبح الإنترنت وخصوصا المدونات واجهه مهمة في قاعدة البيانات السياسية والانتخابية.

## حسين ديراكشان
ولد في إيران عام 1975 وغالبا يشار إليه بأنه الأب الروحي للتدوين أو العراب، انتقل إلى كندا في عام 2000. كانت مدونته الأولى من نوعها، كما ارفق معها تعليمات بسيطة عن كيفية بدء مدونة باللغة الفارسية. في عام 2003 سلكت مدونته مسار سياسي، وقام بتشجيع المقامة وذلك عن طريق الكتابة.
في عام 2006 عاد إلى الشرق الأوسط، وقام بزيارة مصر ولقاء مجموعة من المدونون المصريون وكان حينها مجال التدوين في أعلى درجات نشاطة. وفي نفس الرحلة قام حسين بزيارة إسرائيل سعيا منه لبناء علاقة بين إيران وإسرائيل واللتان تعتبران انهما خصمان. في نفس ذلك العام التقى الرئيس أحمد نجاد. تم اعتقاله أثناء زيارته لعائلة في عام 2008 وقضى 19 عام والنصف في السجن، كما أن تم حضرة من الأحزاب السياسية لخمس أعوام، وتم تغريمه 44,500 دولار للتحريض ضد النظام والتعاون مع الدول المعادية. تم إطلاق سراحة عام 2010 بكفالة قدرها 1.5 مليون دولار.
شيرين عبادي جائزة نوبل للسلام
اتضحت قوة المدونات الإيرانية في عام 2003 وذلك بفوز المحامية شيرين عبادي العاملة في حقوق الإنسان بجائزة نوبل للسلام. كان ذلك بسبب عملها في حقوق الإنسان والذي كان يمثل المراءة والأطفال والمنشقون عن النظام، كما فشل الاعلام الإيراني بإعلان فوزها. بعد عدة ساعات وفي اخبار المساء تم ذكر فوزها في الجمعية الخيرية لاطفال خلال 15 ثانية. بدلا عن القنوات التقليدية ولذلك اخذت الاخبار وردود الافعال انتشار واسعا. نسرين الافي، مؤلفة كتاب نحن إيران، قدمت بإحصائيات عن موقع داماسنج، وهو موقع يبحث عن أكثر القصص الذي تشغل مجال التدوين، واظهر هذا الموقع ان عبادي هيمن على أعلى المراتب. كان الاغلب مهنئين والبعض كان يسعى ليقدم سيرة وحقائق طبيعة عمل عبادي والذي فشلت بعن كتابة الصحافة. تقدم المدونين خطوة إلى الامام عندما قامو بتنظيم استقبال لعبادي في عودتة إلى مطار طهران بتاريخ 14 من شهر اوكتوبر في عام 2013 قاموا بدعوة الناس للاحتفال بنصرها، كما قاموا باستخدام نفس الموقع للاحتجاج على الوضع الحالي للحقوق المراءة والاضطهاد. كما قام عدد من المدونين بتزويد العامة من الناس بالصور حتى وقتنا الحالي بدلا من الاعلام. حظر الآلاف الناس كي يبرهنوا انة يمكن للمدونين ترجمة الاحداث الواقعة. وهذا أجبر الحكومة على تسليط الضوء بشكل جدي على جائزة عبادي كما اظهر عبادي ملحد ووعضوا في مؤامرة أجنبية ضد إيران.

## بام
تسببت الهزة الأرضية التي حدثت في بام وذلك بتاريخ 26 ديسمبر من عام 2003 بغضب استثنائي كما وضحت ضرورة التدوين كمصدر للانباء. في حين كان يعاني النظام من نقص في عتاده كي يتعامل مع هذة الكارثة ويقدر بأن حوالي 30000 من الناس فقدو حياتهم. وعقب هذة الكارثة كان هناك دمار هائل وكان هناك أيضا نقص في اعداد الصحفيين لتغطية هذة الهزة. لذلك أصبحت المدونات مصدر رئيسي للمعلومات. على سبيل المثال كانت مدونة د.مرجان حاج احمدواحدة من أكثر المدونات قراءة وذلك لكونها في مدينة حدودية والتي هي كيرمان وكان بإمكانها نقل الاخبار من تلك المنطقة وتزويد الناس بمعلومات عن العجز الطبي. وهناك أيضا مدونة الأب وهي مدونة مجهولة لصحفي سابق والذي اتى إلى منطقة الكارثة ليوصل للناس معلومات وتقارير واضحة من نطاق الكارثة. بدأ الناجين من الهزة الأرضية التي حدثت في بام بالاحتشاد على نقص الدعم الحكومي والذي لم يتم نقله في الاخبار الرسمية ولكن تم تصويره من قبل اثنين من المدونين خلال صلاة الجمعة.
في كتابها "نحن إيران" المدونات الفارسية " ادعت نسرين الافي ان الهزة الارضية كانت نقطة تحول للمدونات لتكون قوة وايضا بأن تكون مشاركة في المنشئات الغير حكومية بدلا عن المنشئات الحكومية.
المدونين امثال «شينة» شاركوا المنشئات الغير حكومية كما نظموا نقاطهم الشخصية ونقلوا المساعدات إلى باقي مناطق إيران. كان بإمكانهم في بعض الأحيان ابلاغ زملائهم عن وجود في مستشفيات اوربن. قاموا بتنظيم زيارات إلى المستشفيات وتخفيضات يعود ريعة للجمعيات الخيرية كما تم جمع متطوعين للمساعدة.
صفحة 260
ترجمة الصفحة الافتراضية إلى حركة إنسانية يعطي شرعية لحركة المدونين بالإضافة إلى إثبات مدى مرونتها كقالب شبكي ذات استخدامات عملية لقد أثبت أيضا مخاوف الحكومة من حيث أنه أصبح اقرب إلى حركة سياسية منه إلى مجرد تجارب خاصة معبرة بشكل منفصل

## الانتقال إلى فيسبوك
بينما التدوين لازال قالب أساسي للاحتجاج السياسي، في تطورات عام 2009، بدأ موقع فيسبوك في أخذ دور أساسي في الوقفة الاحتجاجية بخلاف الحال الافتراضية حيث انتشرت الاحتجاجات عن طريق الكلام وليس التدوين إذا أمكن، حالات الإساءة من قبل افراد الشرطة التقطت بالهواتف المحمولة ورفعت الافلام الفيديوية على موقع اليوتيوب، أشهرها فيديو ندى اغا سلطان حيث قتلت بالرصاص في شوارع طهران هذه الفيديوهات ظهرت على موقع الفيسبوك، مما ادى إلى تأجيج الاحتجاجات التي كان خبرها في بداية الأمر محجوباً عن الناس من قبل الحكومة في عام 2006، لقد الغيت هذهِ الحجب في عام 2009، وبعد بضعة أشهر قبل بداية الاحتجاجات استعملت لغات أخرى مثل اللغة الإنجليزية مؤخرا، أصبحت اللغة الفارسية واحدة من لغات المدونات الإيرانية. والإنجليزية أصبحت تستخدم بشكل أخص. وهذا بسبب انها لغة ثانية متعارف عليها نسبيا بسبب مستويات التعليم العالي، وايضا لكشف مايحدث بداخل إيران للعالم الخارجي العديد من المدونين المؤثرين قاموا بتوجيه النداء إلى بقية المدونين باستخدام هذا الوسط لزيادة الغضب العالمي تجاه النظام الإيراني انه يهدف أيضا إلى تزويد العالم بعدسة يستطيعون من خلالها مشاهدة الشعب الإيراني بشكل منفصل عن حكومتهم القامعة بالإضافة إلى العديد من المدونات التي تقرأ من خلال هجرة العقول الذكية التي حدثت بعد الثورة الإسلامية في عام 1979، والتي أنشأت قاعدة بيانات ثقافية ذات دافع سياسي، إن هؤلاء الأشخاص يستخدمون الآن لغتهم الأصلية أو المتبناة بالإضافة للفارسية كلغة تدوين لنشر افكارهم المعارضة للنظام الإيراني.

## النساء في التدوين
إن من أشهر المدونات الإيرانيات هن نساء دخلن هذا المنفذ الذي يزود مستخدميهِ بوسيلة للتخفي من تعريف شخصية المدون الذاتية ويوفر لهن الأمان من الملاحقة القضائية، وبالأخص للنساء اللواتي يرتبط شرف العائلة بهن في شبكة الإنترنت مما يتيح التحدث عن تقييد النساء، بالأخص الحجاب الإجباري يمكن للنساء التواصل مع الرجال بأريحية من خلال التعليقات على المدونات، والحصول على صديق افتراضي على الإنترنت، مما يمكنهم من التحدث عن الجنس السابق للزواج والحفلات والكحول ونشاطات الشباب الأخرى وغالبا تكون غير قانونية. ويمكنهم أيضا من خلالها تتبع صيحات الموضة والموسيقى والاخبار النسائية. على سبيل المثال طرح أحد المدونين المشكلة والتي هي الاحتجاج على النظام والذي رفض.